# Mecano (álbum)
Mecano es el primer álbum debut de la banda de tecno-pop Mecano, publicado el 5 de abril de 1982. El disco, conocido popularmente como el álbum del reloj, por el diseño de su portada, despliega un tecno-pop muy incipiente, estilo que, sin dejar a un lado la originalidad de sus letras, el grupo irá depurando a lo largo de su carrera hasta hacerlo mucho más internacional, comercial y accesible a todo tipo de público.

## Sencillos previos
Antes de la publicación del álbum, el grupo había sacado dos sencillos. El primero fue el tema «Hoy no me puedo levantar» que habla de las consecuencias tras un fin de semana de fiesta juvenil por lo que tuvo muy buena aceptación especialmente por parte de los jóvenes, no solo a nivel de promoción en la radio sino también en discotecas, éxito que fomentó la suficiente confianza por parte de la discográfica CBS como para animarse a publicar con ellos el siguiente sencillo. Aunque en los créditos del disco aparecían los dos hermanos como coautores de la canción, José María Cano la letra y Nacho la música, en realidad el tema fue compuesto en exclusividad por el segundo. «Hoy no me puedo levantar» incluía como lado B el tema «Quiero vivir en la ciudad», que no aparecería en el álbum y que es el único tema donde los tres integrantes del grupo cantan diferentes secciones y la única canción publicada que fue escrita por los dos hermanos Cano, Nacho la música y José María la letra. El sencillo vendió 100.000 copias.
El segundo sencillo fue «Perdido en mi habitación» que con 75.000 copias vendidas no tuvo el éxito de su predecesor pero ayudó a mantener en un buen nivel las ventas del grupo. Ello motivó que la casa discográfica decidiera publicar un álbum completo. El tema recibió algunas críticas porque según algunos incitaba al consumo de drogas. De hecho se considera que es la primera canción en la que el grupo toca el tema de las drogas. Esto se debió a que la letra de la canción contiene la frase "Perdido en mi habitación busco en el cajón alguna pastilla, que me pueda relajar, me pueda quitar un poco de angustia". El sencillo también incluía como cara B un tema que no sería editado en el álbum, «Viaje espacial», del cual hay dos versiones ligeramente diferentes, esta del sencillo, donde José María canta ciertas partes, y una segunda versión en la que Ana Torroja canta toda la canción y José María solo hace las voces de acompañamiento, y que sería incluida en el álbum Lo último de Mecano (1986), y más tarde en la reedición de su segundo disco (2005).

## El álbum
Mecano, grabado totalmente en los Estudios Escorpio de Madrid, contó con los arreglos y la producción de Luis Cobos, siendo el ingeniero de grabación Tino Azores. Colaboraron en su grabación los músicos Manolo Aguilar (bajo eléctrico), Javier de Juan (batería y batería electrónica Linndrum), Peter Van Hooke (batería electrónica Linndrum en el tema instrumental «Boda en Londres») y Carlos García-Vaso (guitarras en varios temas del álbum).
Ya puesto a la venta el álbum, con doce temas en total, se publicó el que sería su tercer sencillo, el tema «Me colé en una fiesta», canción que de inmediato se situó en los primeros lugares entre los favoritos por parte del público español, vendiendo 75.000 ejemplares. Este mismo tema fue grabado por el grupo al año siguiente en inglés con el título «The uninvited guest» con el objeto de introducirse en el mercado anglosajón, aunque este primer intento de grabar en un idioma ajeno al suyo no tuvo mayor repercusión. Como lado B se incluyó el instrumental «Boda en Londres», dedicado a la boda del príncipe Carlos de Gales y Lady Diana Spencer. En la República Argentina este tema fue cortina musical del programa deportivo conducido por Juan Francisco (Pancho) Ibañez El Deporte y el Hombre por Canal 13 de Buenos Aires. Unos años más tarde también se utilizó en el canal Argentina Televisora Color para las transmisiones de Automovilismo Nacional e Internacional.
A continuación se publicó el cuarto sencillo, «Maquillaje», que mantuvo al grupo en lo más alto de la popularidad, con 60.000 copias vendidas. Escrita por Nacho, la canción basó parte de su éxito en el cambio de ritmo que se produce antes del estribillo. La colorista portada también fue objeto de notoriedad. El tema, que en directo era interpretado con un ritmo más roquero, fue la canción del Verano de 1982, todo un éxito que sonó insistentemente en la parrilla de todas las emisoras de radio de España desde el momento en que se publicó. Como lado B, el sencillo tenía un tema de José María, «Solo soy una persona». De «Maquillaje» se editó también un maxisencillo (el único de esta primera producción, que incluyó como canciones acompañantes dos temas inéditos no publicados en el álbum, «Napoleón» y «Súper-Ratón») y un sencillo promocional titulado «Maquillaje Verano '82. Edición especial para discotecas».
Por último, la discográfica decidió publicar un quinto sencillo, «No me enseñen la lección», que llevaba en la cara B el tema «Me voy de casa» y que tuvo más repercusión en países como Colombia o Venezuela que en España. Los temas que trataban, reflejados en sus títulos, conectaron una vez más con el público más juvenil.
Entre algunos de los temas interesantes que conforman el álbum — y que no llegaron a ser ni sencillos ni Lados B — tenemos la canción «La máquina de vapor», pieza que nos habla o más bien hace una referencia actualizada al Mito de Pigmalión donde el creador de una obra termina enamorándose del objeto creado.
Mecano vendió 1.000.000 de copias en España.

## Portada y trabajo de arte
El concepto gráfico y el diseño es de Juan Oreste Gatti, la fotografía de Alejandro Cabrera y el maquillaje de Colleen Murphy. El dibujo del reloj que vemos en la portada es creación de Carlos Martín Llorente.
La fotografía panorámica que aparece en la primera carpeta del álbum (fotografía interna) donde vemos a Ana Torroja con un vestido rosa de volantes fue realizada en las columnas del Círculo de Bellas Artes; el cielo que se ve al fondo es completamente real, no está retocado.
El diseño gráfico general del álbum es, si se quiere, bastante formal y austero en lo que se refiere a la paleta de colores que se usó en todo el disco limitándose básicamente a la escala acromática de negros, blancos y grises. Solo la fotografía central en el interior de la carpeta muestra algo de color; pero con tonalidades oscuras. El diseño de arte también es impersonal al no poner en la portada del álbum una fotografía de las personas que integran el grupo a manera de carta de presentación. En un guiño a la corriente británica de los new romantics, donde Mecano querían integrarse, se optó por imitar la portada de los londinenses Classix Nouveux, grupo de aquella tendencia, y presentar la esfera de un reloj con números romanos para enfatizar la perfección de máquina con que se acoplan sus tres componentes, y de hecho, en el dossier informativo que se incluyó dentro del álbum, para la presentación del mismo a la prensa, se recalca esto mismo.
Todo el trabajo de arte busca resaltar la imagen del prototipo del triunfador o la idea del paraíso perdido — tomando como referencia a la cultura clásica — y en este sentido para la decoración interna del álbum, es decir, lo que es la hoja de letras así como la contraportada, se usaron motivos decorativos provenientes de la cultura greco-romana como las columnas de estilo jónico en el dossier informativo de la edición de Presentación a la Prensa; guirnaldas de laurel como símbolo de triunfo; en la hoja de letras y créditos se usó a manera de ilustración de fondo la silueta de Belerofonte con lanza en mano, montando a Pegaso. La contraportada, en esta misma temática de diseño greco-romano, exhibe la imagen de una estatua de un hombre joven desnudo detrás de la cual se alza el capitel de una columna griega. La elección de la imaginería greco-romana obedece sin duda a la influencia del grupo londinense Spandau Ballet, encuadrado en aquel momento dentro del movimiento new romantic.
El mismo logotipo imperial de Mecano que se usó para este álbum refleja toda esta estética triunfal y formalista... el logotipo fue diseñado siguiendo el estilo del vexillum el cual era usado con frecuencia en el estandarte de las legiones romanas. El vexillum mostraba a menudo las siglas SPQR enmarcado dentro de una corona triunfal. Se diseñaron ligeras variantes de este mismo logotipo las cuales se fueron usando en las carátulas de algunos de los sencillos publicados en su momento.

## Lista de canciones
- Edición LP 1982 CBS:

Lado A:
| N.º | Título                     | Escritor(es)                | Duración |  |
| 1.  | «Hoy no me puedo levantar» | José María Cano, Nacho Cano | 3:18     |  |
| 2.  | «No me enseñen la lección» | Nacho Cano                  | 3:13     |  |
| 3.  | «Perdido en mi habitación» | Nacho Cano                  | 3:46     |  |
| 4.  | «Cenando en París»         | José María Cano             | 4:17     |  |
| 5.  | «Maquillaje»               | Nacho Cano                  | 2:31     |  |
| 6.  | «Boda en Londres»          | Nacho Cano                  | 3:26     |  |

Lado B
| N.º | Título                  | Escritor(es)    | Duración |  |
| 7.  | «Me colé en una fiesta» | Nacho Cano      | 4:16     |  |
| 8.  | «La máquina de vapor»   | Nacho Cano      | 3:22     |  |
| 9.  | «Me voy de casa»        | Nacho Cano      | 2:17     |  |
| 10. | «254.13.26»             | José María Cano | 4:11     |  |
| 11. | «El fin del mundo»      | Nacho Cano      | 5:16     |  |
| 12. | «Solo soy una persona»  | José María Cano | 1:46     |  |

- Edición CD 1988 CBS:

| N.º | Título                     | Escritor(es)                | Duración |  |
| 1.  | «Hoy no me puedo levantar» | José María Cano, Nacho Cano | 3:18     |  |
| 2.  | «No me enseñen la lección» | Nacho Cano                  | 3:13     |  |
| 3.  | «Perdido en mi habitación» | Nacho Cano                  | 3:46     |  |
| 4.  | «Cenando en París»         | José María Cano             | 4:17     |  |
| 5.  | «Maquillaje»               | Nacho Cano                  | 2:31     |  |
| 6.  | «Boda en Londres»          | Nacho Cano                  | 3:26     |  |
| 7.  | «Me colé en una fiesta»    | Nacho Cano                  | 4:16     |  |
| 8.  | «La máquina de vapor»      | Nacho Cano                  | 3:22     |  |
| 9.  | «Me voy de casa»           | Nacho Cano                  | 2:17     |  |
| 10. | «254.13.26»                | José María Cano             | 4:11     |  |
| 11. | «El fin del mundo»         | Nacho Cano                  | 5:16     |  |
| 12. | «Solo soy una persona»     | José María Cano             | 1:46     |  |

- Edición CD 1994 Sony Music Special Marketing COLUMBIA:

| N.º | Título                     | Escritor(es)                | Duración |  |
| 1.  | «Hoy no me puedo levantar» | José María Cano, Nacho Cano | 3:18     |  |
| 2.  | «No me enseñen la lección» | Nacho Cano                  | 3:13     |  |
| 3.  | «Perdido en mi habitación» | Nacho Cano                  | 3:46     |  |
| 4.  | «Cenando en París»         | José María Cano             | 4:17     |  |
| 5.  | «Maquillaje»               | Nacho Cano                  | 2:31     |  |
| 6.  | «Boda en Londres»          | Nacho Cano                  | 3:26     |  |
| 7.  | «Me colé en una fiesta»    | Nacho Cano                  | 4:16     |  |
| 8.  | «La máquina de vapor»      | Nacho Cano                  | 3:22     |  |
| 9.  | «Me voy de casa»           | Nacho Cano                  | 2:17     |  |
| 10. | «254.13.26»                | José María Cano             | 4:11     |  |
| 11. | «El fin del mundo»         | Nacho Cano                  | 5:16     |  |
| 12. | «Solo soy una persona»     | José María Cano             | 1:46     |  |

- Edición CASSETTE 1998 ARIOLA BMG:

Lado A:
| N.º | Título                     | Escritor(es)                | Duración |  |
| 1.  | «Hoy no me puedo levantar» | José María Cano, Nacho Cano | 3:18     |  |
| 2.  | «No me enseñen la lección» | Nacho Cano                  | 3:13     |  |
| 3.  | «Perdido en mi habitación» | Nacho Cano                  | 3:46     |  |
| 4.  | «Cenando en París»         | José María Cano             | 4:17     |  |
| 5.  | «Maquillaje»               | Nacho Cano                  | 2:31     |  |
| 6.  | «Boda en Londres»          | Nacho Cano                  | 3:26     |  |

Lado B
| N.º | Título                  | Escritor(es)    | Duración |  |
| 7.  | «Me colé en una fiesta» | Nacho Cano      | 4:17     |  |
| 8.  | «La máquina de vapor»   | Nacho Cano      | 3:22     |  |
| 9.  | «Me voy de casa»        | Nacho Cano      | 2:17     |  |
| 10. | «254.13.26»             | José María Cano | 4:11     |  |
| 11. | «El fin del mundo»      | Nacho Cano      | 5:16     |  |
| 12. | «Solo soy una persona»  | José María Cano | 1:46     |  |

- Edición CD 1998 ARIOLA BMG:

| N.º | Título                     | Escritor(es)                | Duración |  |
| 1.  | «Hoy no me puedo levantar» | José María Cano, Nacho Cano | 3:18     |  |
| 2.  | «No me enseñen la lección» | Nacho Cano                  | 3:13     |  |
| 3.  | «Perdido en mi habitación» | Nacho Cano                  | 3:46     |  |
| 4.  | «Cenando en París»         | José María Cano             | 4:17     |  |
| 5.  | «Maquillaje»               | Nacho Cano                  | 2:31     |  |
| 6.  | «Boda en Londres»          | Nacho Cano                  | 3:26     |  |
| 7.  | «Me colé en una fiesta»    | Nacho Cano                  | 4:17     |  |
| 8.  | «La máquina de vapor»      | Nacho Cano                  | 3:22     |  |
| 9.  | «Me voy de casa»           | Nacho Cano                  | 2:17     |  |
| 10. | «254.13.26»                | José María Cano             | 4:11     |  |
| 11. | «El fin del mundo»         | Nacho Cano                  | 5:16     |  |
| 12. | «Solo soy una persona»     | José María Cano             | 1:46     |  |

- Reedición CD 2005 Sony & BMG:

| N.º | Título                      | Escritor(es)                | Duración |  |
| 1.  | «Hoy no me puedo levantar»  | José María Cano, Nacho Cano | 3:18     |  |
| 2.  | «No me enseñen la lección»  | Nacho Cano                  | 3:13     |  |
| 3.  | «Perdido en mi habitación»  | Nacho Cano                  | 3:46     |  |
| 4.  | «Cenando en París»          | José María Cano             | 4:17     |  |
| 5.  | «Maquillaje»                | Nacho Cano                  | 2:31     |  |
| 6.  | «Boda en Londres»           | Nacho Cano                  | 3:26     |  |
| 7.  | «Me colé en una fiesta»     | Nacho Cano                  | 4:17     |  |
| 8.  | «La máquina de vapor»       | Nacho Cano                  | 3:22     |  |
| 9.  | «Me voy de casa»            | Nacho Cano                  | 2:17     |  |
| 10. | «254.13.26»                 | José María Cano             | 4:11     |  |
| 11. | «El fin del mundo»          | Nacho Cano                  | 5:16     |  |
| 12. | «Solo soy una persona»      | José María Cano             | 1:46     |  |
| 13. | «Quiero vivir en la ciudad» | José María Cano, Nacho Cano | 2:59     |  |

- Cara "B", maquetas e inéditos:[17]

|     |                  |                 |          |  |  |  |  |  |  |  |
| N.º | Título           | Escritor(es)    | Duración |  |  |  |  |  |  |  |
| 14. | «Viaje espacial» | José María Cano | 3:18     |  |  |  |  |  |  |  |
| 15. | «Napoleón»       | Nacho Cano      | 2:49     |  |  |  |  |  |  |  |
| 16. | «Super-ratón»    | José María Cano | 3:35     |  |  |  |  |  |  |  |

- "Mecano" (portada del reloj, edición Venezuela, 1983).[19]

Lado A:
| N.º | Título                     | Escritor(es)               | Duración |  |
| 1.  | «Me colé en una fiesta»    | Nacho Cano                 | 4:17     |  |
| 2.  | «Un poco loco»             | José María Cano            | 3:22     |  |
| 3.  | «Hoy no me puedo levantar» | José María Cano/Nacho Cano | 3:18     |  |
| 4.  | «Perdido en mi habitación» | Nacho Cano                 | 3:46     |  |
| 5.  | «Boda en Londres»          | Nacho Cano                 | 3:26     |  |

Lado B
| N.º | Título               | Escritor(es)    | Duración |  |
| 6.  | «Maquillaje»         | Nacho Cano      | 2:31     |  |
| 7.  | «Barco a Venus»      | Nacho Cano      | 3:19     |  |
| 8.  | «Focas»              | José María Cano | 3:25     |  |
| 9.  | «El amante de fuego» | Nacho Cano      | 4:27     |  |
| 10. | «La fiesta nacional» | Nacho Cano      | 3:28     |  |

## Otras ediciones
- Hoy no me puedo levantar (portada del reloj, edición para Argentina, 1982), consiste en el álbum debut que conserva la misma portada, solo que con distinto nombre.
- Mecano en directo (EP promocional, 1982). Con motivo del inicio de la gira de conciertos, CBS decidió publicar un setlist que incluían Hoy no me puedo levantar, Perdido en mi habitación, Me colé en una fiesta y Maquillaje en versión estudio a pesar del título. El disco presentaba una portada triple desplegable que se abría como si fuera un libro, con una fotografía de cada uno de los integrantes del grupo en cada portada. Incluía un librito de ocho páginas con información del grupo, el itinerario de la gira de conciertos, etc.
- Mecano (portada del reloj, edición para Venezuela, 1983). El verdadero título del álbum es Éxitos de Mecano; pero este no aparece ni en la portada del disco ni en el lateral, solo se muestra en la galleta del vinilo. Es una edición especial diferente a la edición original publicada en España en 1982. La portada es igual a la edición original española y la contraportada es la misma del álbum ¿Dónde está el país de las hadas?, solo que ésta viene en blanco-grisáceo (mientras que la original es de color rosado), con el mismo logotipo del grupo en tamaño pequeño que se usó en el segundo álbum y los títulos de las canciones dispuestos con alineación central. El álbum en sí es un disco recopilatorio el cual reúne 5 canciones de 1982 y 5 de 1983. Depósito Legal: NB-83-4566*/RV. 06 LR, disponible en cassette: T-5432.